# (31866) 2000 EA94
2000 EA94 (asteroide 31866) é um asteroide da cintura principal. Possui uma excentricidade de 0.20400870 e uma inclinação de 6.98217º.
Este asteroide foi descoberto no dia 9 de março de 2000 por LINEAR em Socorro.